# Httpd
Httpd（即HTTP Daemon，超文本传输协议守护程序的简称）是一款运行于网页服务器后台，等待传入服务器请求的软件。HTTP守护程序能自动回应服务器请求，并使用HTTP协议传送超文本及多媒体内容。
常见的实现有：
- Apache HTTP Server
- CERN HTTPd HTTP服务器
- Cherokee HTTP服务器
- Hiawatha（英语：Hiawatha (web server)） HTTP服务器（支持反向代理）
- Lighttpd HTTP服务器
- NCSA HTTPd（英语：NCSA HTTPd） HTTP服务器
- Nginx HTTP及反向代理服务器
- OpenBSD的httpd（自OpenBSD 5.6起自带）
- 抽象的網頁伺服器概念
- Thttpd（英语：Thttpd） HTTP服务器
- TUX Web服务器，又名kHTTPd

## 另请参阅
- 網頁伺服器比較

|  | 这是一个同类索引条目，列出擁有相同或近似名稱的同類型項目。 若您循內部連結來到此頁面，請考慮修正該，將其指向正確的條目。 |